# Приют (Новоукраїнський район)
Прию́т — село в Україні, у Ганнівській сільській громаді Новоукраїнського району Кіровоградської області. Населення становить 685 осіб. Колишній центр Приютівської сільської ради.

## Населення
Згідно з переписом УРСР 1989 року чисельність наявного населення села становила 701 особа, з яких 328 чоловіків та 373 жінки.
За переписом населення України 2001 року в селі мешкали 682 особи.

### Мова
Розподіл населення за рідною мовою за даними перепису 2001 року:
| Мова       | Відсоток |
| ---------- | -------- |
| українська | 94,89 %  |
| молдовська | 2,04 %   |
| вірменська | 1,61 %   |
| російська  | 1,46 %   |

## Особистості
В селі народився Мельников Леонід Кузьмич (1927—1997) — український живописець.